# Saint-Paul-sur-Ubaye
Saint-Paul-sur-Ubaye é uma comuna francesa na região administrativa da Provença-Alpes-Costa Azul, no departamento dos Alpes da Alta Provença. Estende-se por uma área de 205,55 km². Em 2010 a comuna tinha 186 habitantes (densidade: 0,9 hab./km²).